# تسووینار (الهه)
تزووینار (Ծովինար) یا نار (Նար) یک الهه ارمنی بود که او را با آب، دریا و باران مرتبط می‌دانستند. او الهه‌ای خشن بود که به خاطر خشم او باران از آسمان‌ها نازل می‌شد.
نام او تزووینار به معنای «دختر دریاها» است و در سنت حماسی ارمنی او را مادر ساناسار و باغداسار می‌دانند.

## وجه تسمیه
نام او را می‌توان به دو بخش تقسیم کرد که در زبان ارمنی یا ارمنی قدیم به صورت یک ترکیب از واژهٔ تزوُو به معنای «دریای بزرگ آب» و کلمهٔ نار برساخته می‌شود. در تفسیر این ترکیب، برخی از محققان گفته‌اند که واژه کوُو وام واژه‌ای از ریشهٔ سوء در زبان اورارتویی به معنای دریا (دریای داخلی) می‌دانند. گمان می‌رود قسمت دوم این نام هم مربوط به نارا، خدای هیتی یا هوری است.
محقق جیمز آر. راسل نام او را «بانوی دریاچه» ترکیبی از از کوُو («دریا») و کلمهٔ ایرانی نار (به معنای «زن») ترجمه می‌کند. لاریسا یگانیان این نام را «دریایی» یا «حوری دریایی» ترجمه می‌کند. تسووینار هاروتیونیان نام خود را به عنوان «دریا»، «روح دریا» و «نور دریا» تفسیر می‌کند.
به گفته آرمن پطروسیان، کوُوینار، شخصیتی در حماسه ارمنی، کوُوئن یا کوُوآل ("دریایی") نیز نامیده می‌شود که هر دو از ریشهٔ کوُو به معنی "دریاً گرفته شده‌اند. با این حال، هرچ مارتیروسیان معتقدست ریشهٔ *Covean باید به عنوان "الهه رعد و برق/رعد دریای ارغوانی آسمانی" تعبیر شود.
به گفته آرتین ک. شالیان، دزوُوینار به معنای «صاعقه بدون ابر» یا «دریا زاده» بوده است.

## نقش

### به عنوان یک الهه
یگانیان تزوُوینار را با آب‌های آسمانی یا اقیانوسی ازلی، جایی که آب باران جمع می‌شود، مرتبط می‌داند.
از سوی دیگر، مانوک آبقیان، فولکلور ارمنی، تزووینار را به «الهه طوفان خشمگین» تعبیر کرده است. طبق بررسی‌های آبقیان، در نقش الهه طوفان، او دارای «چشم‌هایی آتشین» توصیف می‌شده است. او همچنین سوار بر اسب خود در ابرها می‌رقصد و رعد و برق ایجاد می‌کند.

### در حماسه
در حماسه‌های ارمنی نظیر سوسنا سِرر (Sasna Cŕer) و دلاوران ساسون، یک شخصیت زن به نام دِزوُوینار یا کووینار (به گفته آرمن پطروسیان، در لهجهٔ محلی به معنای رعد و برق) به عنوان جد سلسله قهرمانانی که در بخش‌های مختلف حماسه ظاهر می‌شوند، عمل می‌کند. او با نوشیدن چشمه یا کات‌نُوو هاخپور (Kat'nov haxpür به معنی "چشمه شیری") باردار می‌شود و قهرمانان، سناسر و باغداسر، از او زاده می‌شوند. در روایتی دیگر، کووینار «مایع شیری» را می‌نوشد که از صخره ای در وسط دریاچه وان جوانه می‌زند.

## اقتباس‌ها
راسل شباهتی را بین قسمت فرزندآوری در داستان کووینار با رویدادی مشابه با شخصیت اوستیایی شاتانایا، در حماسه‌های نارت، یافته است. همچنین پیشنهاد شده است که هر دو شخصیت بقایای الهه سکایی آپی هستند، که به عنوان الهه مادری که به آب مرتبط شده، توصیف می‌شود.